# Erik Malmberg
För andra personer, se Eric Malmberg.
Erik Malmberg, född 15 mars 1897 i Göteborg, död 9 maj 1964 i Göteborg, var en svensk brottare som tog guld i grekisk-romersk stil i Olympiska sommarspelen 1932 i Los Angeles.
År 1934 blev han professionell brottare. Erik Malmberg är begravd på Kvibergs kyrkogård i Göteborg.

## Meriter
- 1921 VM-brons 62kg
- 1924 OS-brons 62kg
- 1925 EM-brons 62kg
- 1926 EM-silver 62kg
- 1928 OS-silver 62kg
- 1929 EM-guld 66kg
- 1930 EM-guld 66kg
- 1930 EM-brons 66kg
- 1932 OS-guld 66kg